# Estación de Magoria
Magoria (oficialmente y en catalán, Magòria) es una antigua estación ferroviaria en Barcelona, España. Fue inaugurada en 1912 como cabecera de la línea de vía estrecha Barcelona-Martorell de los Ferrocarriles Catalanes (CGFC), actual línea Llobregat-Noya de los Ferrocarriles de la Generalidad de Cataluña (FGC). En 1926, dejó de prestar servicio de pasajeros para funcionar como estación de mercancías hasta su clausura en 1974. Actualmente se conserva el edificio de pasajeros reconvertido en centro cívico. La construcción, obra del arquitecto José Doménech y Estapá, forma parte del Inventario del Patrimonio Arquitectónico de Cataluña como Bien Cultural de Interés Local.En 1997 se inauguró la estación de Magòria-La Campana, en un emplazamiento cercano pero soterrada.

## Historia
La estación de Magoria fue construida como terminal de la línea de vía estrecha —ancho métrico— entre Barcelona y Martorell. Este proyecto fue a cargo de la Compañía de los Caminos de Hierro del Nordeste de España, empresa de capital belga fundada en 1907. Un año más tarde obtuvo la concesión y la línea se inauguró el 29 de diciembre de 1912. La estación terminal de Barcelona estaba ubicada en lo que entonces era el final de la Gran Vía, entre la fábrica de Can Batlló y la riera de Magoria.
En 1919, debido a una fusión entre empresas, la línea pasó a manos de la Compañía General de los Ferrocarriles Catalanes (CGFC). Uno de los primeros proyectos de los nuevos gestores fue reemplazar la estación de Magoria por una nueva terminal, más céntrica. Se eligió como emplazamiento la plaza de España, puerta de entrada de la Exposición Universal de 1929 y donde estaba previsto crear un intercomunicador con el Ferrocarril Metropolitano Transversal (actual L1 del metro). La nueva terminal, soterrada, entró en servicio en 1926. Paralelamente, ese mismo año la CGFC inauguró un ramal de mercancías entre la estaciones de la Bordeta y el Puerto de Barcelona, destinado esencialmente a transportar sales potásicas de Suria. La estación de Magoria quedó integrada en este ramal, dejando de prestar servicio de pasajeros para dedicarse en exclusiva a las mercancías, hasta que la CGFC la clausuró en 1974. En 1977, al quebrar la compañía, los Ferrocarriles Catalanes pasaron al operador estatal FEVE, que un año después traspasó la explotación a la Generalidad de Cataluña, propietaria desde entonces de la antigua estación de Magoria.

### Usos posteriores
Una vez clausurada la estación, sus terrenos, junto a los vecinos de Can Batlló (industria cerrada en 1964), fueron recalificados para uso público por el Plan General Metropolitano de 1976, aunque la transformación en zona verde y equipamientos se demoró varios años.
La mayor parte de la playa de vías se reconvirtió en equipamiento deportivo, con la construcción del campo de fútbol de Magoria, inaugurado en 1984, que se convirtió en la cancha local de la Unió Esportiva Sants, entre otros equipos del barrio. La construcción de estas instalaciones deportivas por parte de la Dirección General del Deporte de la Generalidad de Cataluña supuso una inversión de 52 millones de pesetas. En 1998 el Departamento de Salud de la Generalidad inauguró el centro de atención primaria Bordeta-Magoria, construido también sobre parte de las antiguas vías y muelles de carga. Sin embargo, el espacio más emblemático del conjunto, el edificio de viajeros, se mantuvo sin uso durante más de tres décadas, pese a las reclamaciones vecinales para convertirlo en equipamiento para los jubilados. Finalmente, la Generalidad, a través del Departamento de Bienestar y Familia, inauguró en 2006 el Casal Cívic Estació de Magòria. Las obras de reconversión de la antigua estación en centro cívico tuvieron un coste de 650 000 euros.

## Arquitectura
El antiguo edificio de viajeros de la estación de Magòria está considerado un ejemplo paradigmático del personal estilo arquitectónico de José Doménech y Estapá. No existe consenso a la hora de ubicar estilísticamente esta obra, a medio camino entre el eclecticismo, con elementos neomudéjares, y el modernismo, estilo criticado por el propio Doménech y Estapá, pero que se manifiesta en la mampostería, el estuco, el uso del ladrillo visto ornamental y la decoración de cerámica vidriada.
El edificio es de planta rectangular con un giro en el extremo derecho. Consta de dos pisos: originalmente la planta baja estaba destinada a vestíbulo, taquillas, sala de espera y restaurante, y la planta superior fue concebida como vivienda del jefe de la estación. El elemento más característico del conjunto es la torre del reloj, coronada con una cubierta piramidal policromada.

## Galería

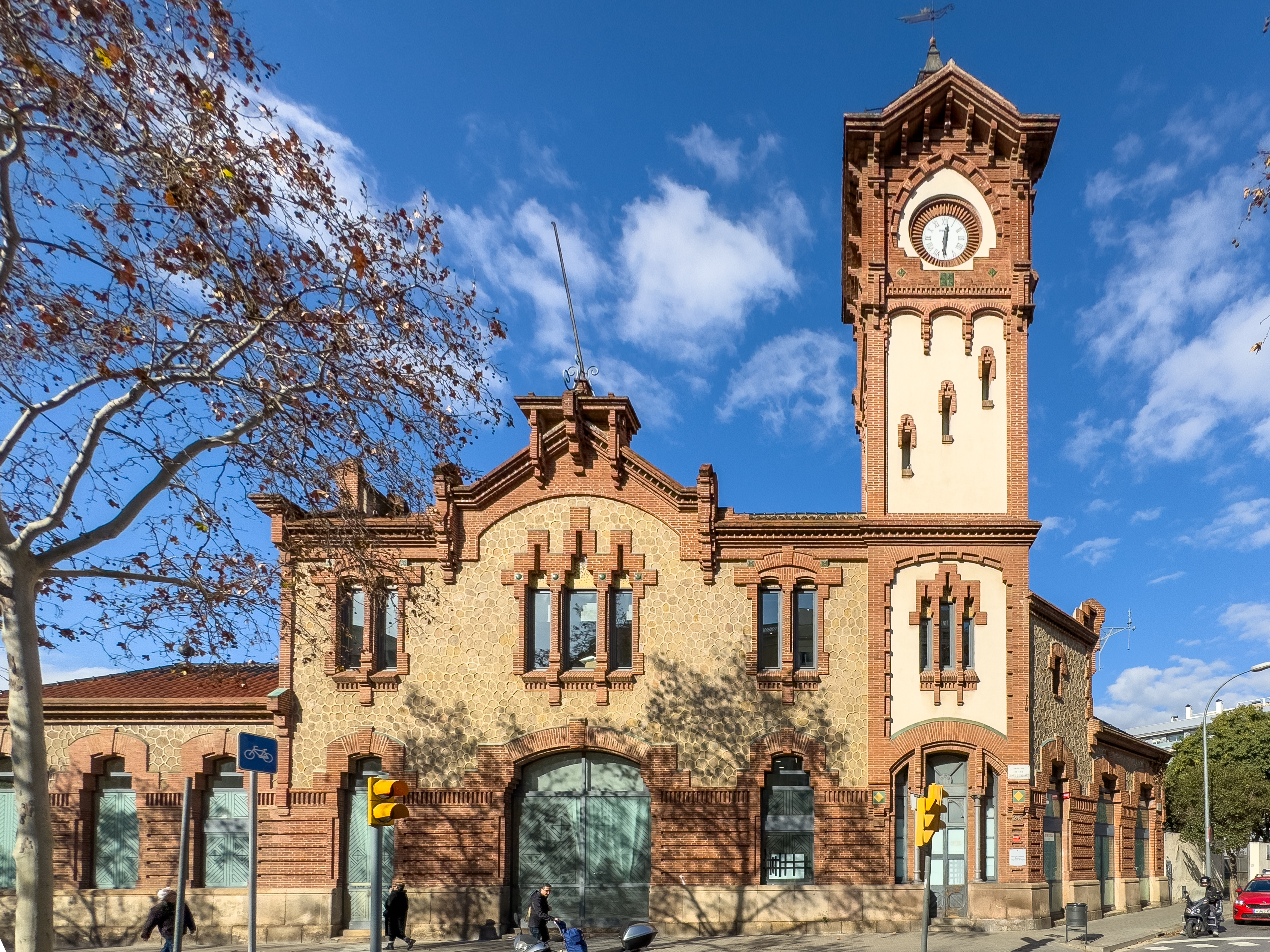
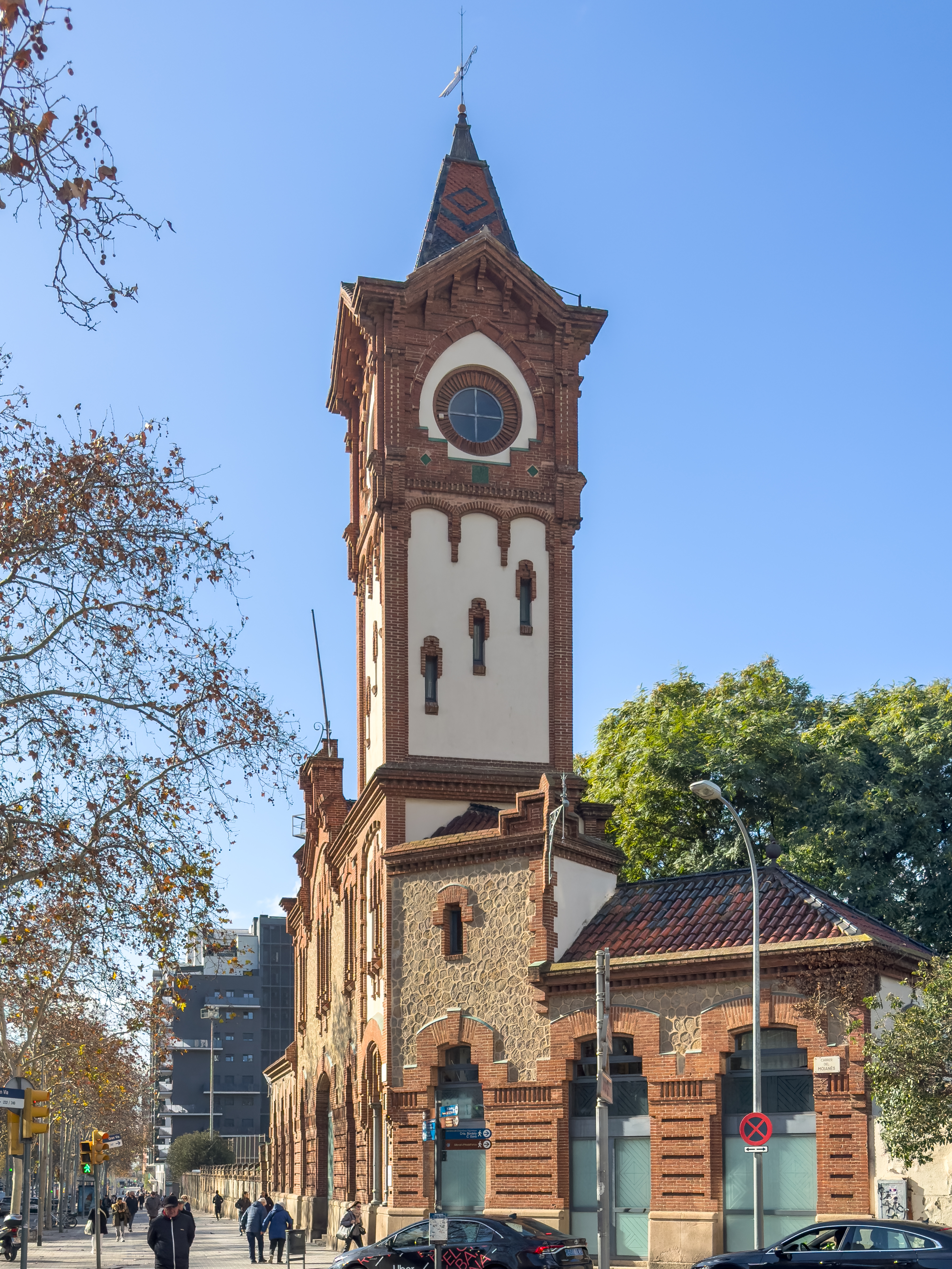
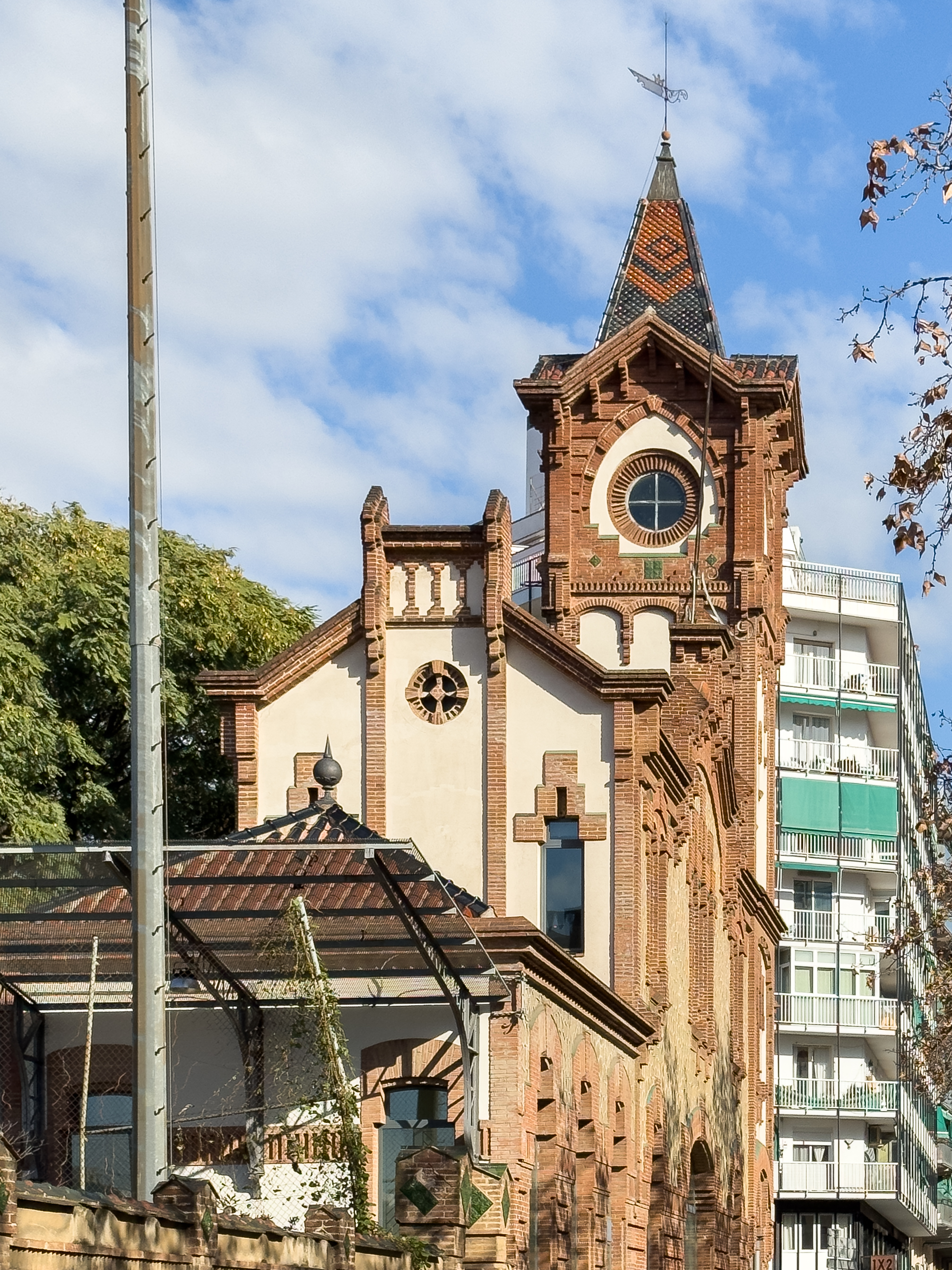
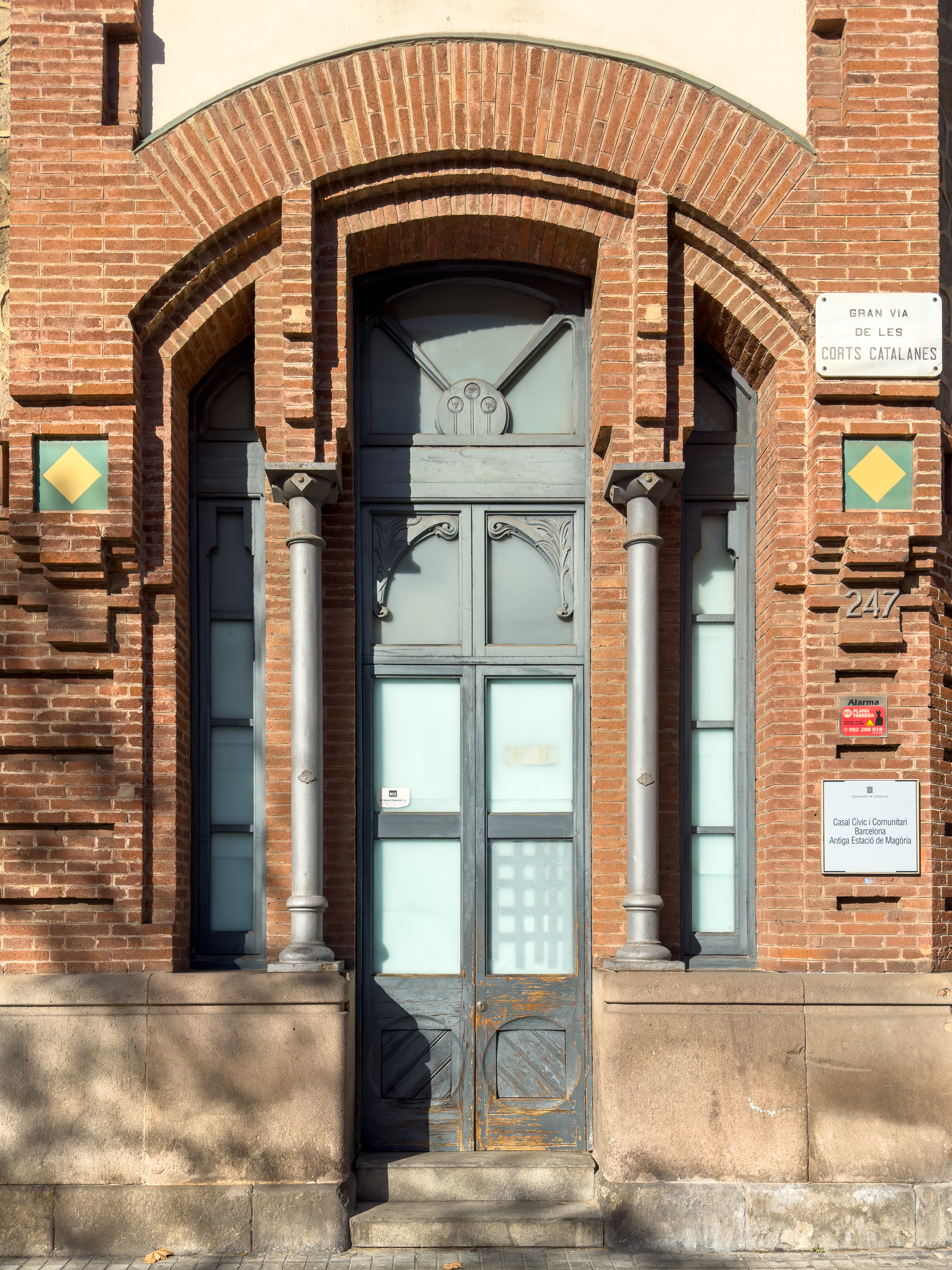
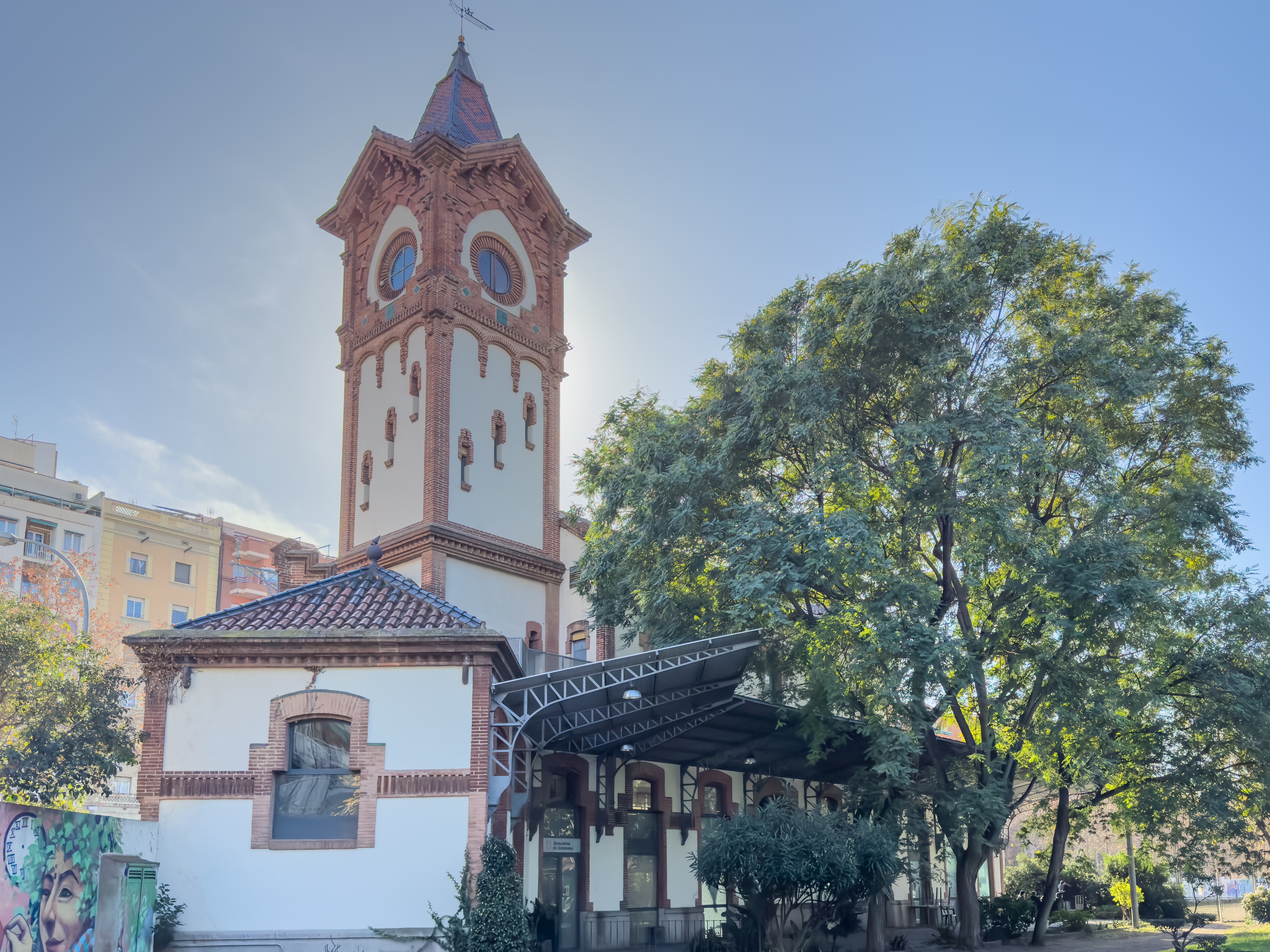